# Basilissa e Anastasia
Basilissa e Anastasia (morte nel 68) furono delle prime sante martiri a Roma.

## Biografia
Secondo la leggenda, erano due nobili matrone romane, divenute assidue fedeli degli apostoli Pietro e Paolo, dai quali avrebbero ricevuto il battesimo. In seguito al martirio dei due apostoli (all'incirca verso l'anno 67), esse si occuparono delle esequie e del seppellimento dei loro corpi.
Fu probabilmente questo atto a decretare l'arresto delle due sante, le quali vennero condotte dall'imperatore Nerone e costrette ad abiurare la loro fede. Di fronte al loro rifiuto, vennero sottoposte ai più crudeli supplizi: vennero flagellate selvaggiamente con fruste, scorticate con uncini, e infine gettate nel fuoco. Per intervento divino, tuttavia, le sante rimasero illese, continuando a proclamare ad alta voce la loro fede.
L'imperatore, adirato, fece tagliare loro la lingua e ordinò di decapitarle mediante la spada, supplizio eseguito attorno al 68, quando ormai il regno di Nerone volgeva al suo termine.

## Culto
Stando al resoconto del Diario Romano del 1926, i resti delle due sante sarebbero ancora oggi custoditi nella chiesa di Santa Maria della Pace a Roma.